# Petra Afonin
Petra Afonin (* 9. Juni 1955 in Stuttgart; † 9. Juni 2020 in Tübingen) war eine deutsche Schauspielerin, Kabarettistin, Regisseurin, Hörspielsprecherin und Autorin.

## Wirken
Afonin war Ensemblemitglied am Westfälischen Landestheater in Castrop-Rauxel und bei den Ruhrfestspielen Recklinghausen. Von 1979 bis 2007 lebte sie in Bochum. Dort zählte sie 1991 zu den Gründern des Prinzregenttheaters, dessen Vorstand sie fünf Jahre lang angehörte. Ab 2007 arbeitete sie mit dem Zimmertheater Tübingen unter der Intendanz von Christian Schäfer und Axel Krauße zusammen.
Seit 1987 trat sie regelmäßig mit eigenen Produktionen, vorrangig mit musikalischen Kabarettprogrammen auf. Erfolgreich war sie u. a. als Cellulita – Die Königin der Nachtcremes. Daneben brachte sie auch Tabuthemen wie Missbrauch, Demenz, Sterben und Tod auf die Bühne. Für ihren Chansonabend Bevor ich gehe – bleibe ich wurde sie 2000 mit einem Medienpreis der Deutschen AIDS-Stiftung ausgezeichnet.
Petra Afonin starb an ihrem 65. Geburtstag, dem 9. Juni 2020, in Tübingen.

## Hörspiele
- 2000: Uta-Maria Heim: Mundtot (Nachbarin) – Regie: Jörg Schlüter (Original-Hörspiel – WDR)
- 2007: Daniel Oliver Bachmann: Das Glück steht in den Sternen (Else) – Regie: Susanne Hinkelbein (Originalhörspiel, Mundarthörspiel (schwäbisch) – SWR)
- 2008: Andrea Noll: Die schwäbische Sphinx (Barbara) – Regie: Susanne Hinkelbein (Originalhörspiel, Mundarthörspiel (schwäbisch) – SWR)
- 2008: Stefanie Stroebele: Collier des Todes. Schwäbisches Hörspiel (Alexis Kärcher) (Originalhörspiel, Mundarthörspiel (schwäbisch), Kriminalhörspiel – SWR)
- 2014: Kathrin Hildebrand: Frühlingserwachen (Justina) – Regie: Susanne Hinkelbein (Hörspielbearbeitung, Mundarthörspiel (schwäbisch) – SWR)